# 蒂芬巴赫 (萨克森州)
蒂芬巴赫（德語：Tiefenbach，發音：[ˈtiːfn̩bax]）是德国萨克森州曾经的一个市镇，总面积43.90平方千米，2006年12月31日总人口为3,511人。2008年7月1日，蒂芬巴赫并入市镇施特里吉斯塔尔。